# Piss Christ
Занурення (Piss Christ) — фотографія 1987 року американського художника та фотографа Андреса Серрано. На ній зображено маленьке пластикове розп'яття, занурене в невеликий скляний резервуар із сечею художника. Твір став переможцем конкурсу «Нагороди у візуальних мистецтвах». Південно-Східного центру сучасного мистецтва, який частково спонсорував Національний фонд мистецтв, урядова агенція Сполучених Штатів, яка пропонує підтримку та фінансування мистецькі проекти.
Робота викликала багато суперечок через твердження про блюзнірство. Серрано сказав про суперечку: «Я не підозрював, що Piss Christ приверне таку увагу, оскільки я не мав на увазі ні богохульства, ні образи. Я був католиком все своє життя, тому я послідовник Христа».

## Опис
На фотографії зображено невелике пластикове розп’яття, занурене в те, що схоже на помаранчеву рідину. Худжник описав речовину як власну сечу в склянці. Ця фотографія була однією з серії фотографій, зроблених Серрано, які включали класичні статуетки, занурені в різні рідини — молоко, кров і сечу. Це сталося через два роки після роботи Серрано 1985 року «Кривавий хрест». Повна назва твору - Immersion (Piss Christ). Фотографія має 150 на 100 см принт Сибахром. Він глянцевий, а його кольори глибоко насичені. Презентація являє собою золоту, рожеву середу, включаючи сузір'я крихітних бульбашок. Якщо б Серрано не вказав, що речовина була сечею, і без назви ілюстрації, яка посилається на сечу під іншою назвою, глядач не обов’язково зміг би відрізнити заявлене середовище сечі від середовища подібного вигляду, наприклад, бурштину чи поліуретану.

## Рецепція
У 1987 році картина Серрано «Piss Christ» була виставлена в нью-йоркській галереї Stux і була прийнята прихильно. Пізніше цей твір викликав скандал, коли він був виставлений у 1989 році. Недоброзичливці, у тому числі сенатори Сполучених Штатів Ел Д'Амато та Джессі Хелмс, були обурені тим, що Серрано отримав 15 000 доларів за роботу та 5 000 доларів у 1986 році від National, що фінансується платниками податків. Фонд мистецтв. Серрано отримував погрози вбивством і листи з ненавистю, і через суперечку він втратив гранти. Інші стверджували, що державне фінансування Piss Christ порушує відокремлення церкви від держави. Бюджет NEA було скорочено.